# Teorie demokratického míru
Teorie demokratického míru se snaží vysvětlit, proč konflikty mezi demokratickými zeměmi nejsou časté. Říká, že demokratické státy mají mnohem menší tendenci mezi sebou vytvářet konflikty, než státy nedemokratické. Idea demokratického míru se utvářela už od 18. století, ale do své nynější podoby se zformovala až ve druhé polovině 20. století.

## Předchůdci demokratického míru

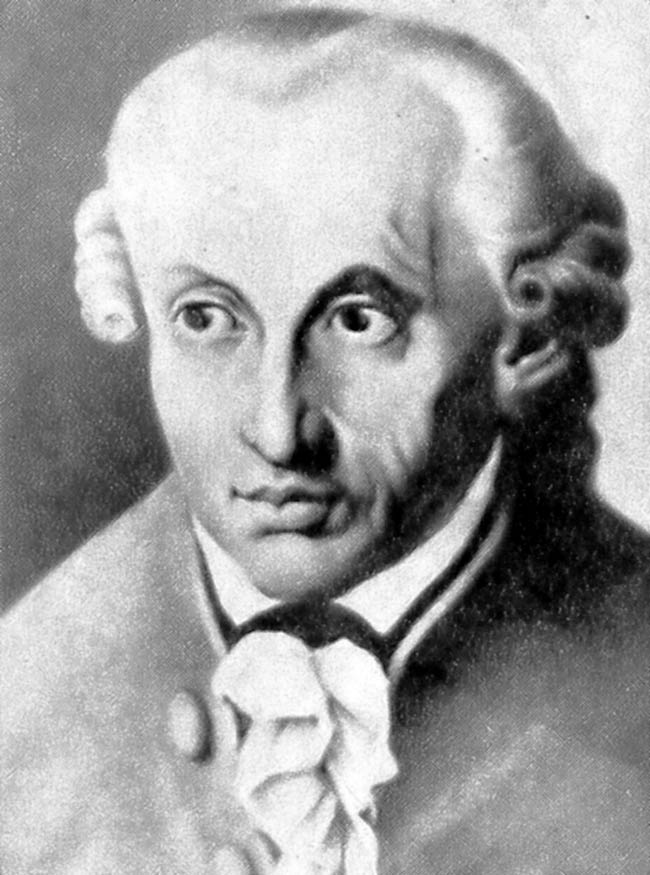
Immanuel Kant, jeden z předchůdců teorie demokratického míru

### Immanuel Kant
Kant ve své knize „K věčnému míru” hovořil o věčném míru mezi státy, které sdílí republikánské ústavy. Jeho pojednání koresponduje se základním pochopením demokracie. Jako znaky podal svobodu, zastupující vládu a rozdělení mocí. Dalším klíčem jeho míru byl „kosmopolitní zákon“ a „Pacifické unie“ zřízené na základě smluv v mezinárodním právu mezi republikami.

### Woodrow Wilson
Bruce Russett v knize „Grasping the Democratic Peace: Principles for a post-Cold War world” píše o tom, že Woodrow Wilson zastává ve 20. století stejnou pozici jako před ním Kant. Jeho 14 bodů si je s Kantovou ideou v mnohém podobných, obsahují například kosmopolitní zákon či Pacifickou unii. Třetí bod požaduje: „Odstranění, pokud je to možné, všech ekonomických bariér a zřízení rovnosti obchodních podmínek mezi všemi národy svolnými k míru a sdružujícími se pro jeho údržbu.“ A čtrnáctý bod: „Obecná společnost národů musí být založena na úmluvách, jejichž účelem je poskytnutí vzájemných záruk politické nezávislosti a územní celistvosti bez rozdílu mezi malými a velkými státy.“ V jeho válečné řeči z roku 1917 mluví o tom, že: „Vytrvalý mír nemůže být udržen jinak, než skrze partnerství demokratických národů.“

## Definice a faktory
Hlavními teoretiky teorie demokratického míru jsou Bruce Russett a Michael W. Doyle. Russett v knize Grasping the Democratic Peace popisuje demokratický mír na období po druhé světové válce. Toto období je vhodné proto, že se zde častěji vyskytují dyády, u kterých je možné pozorovat vývoj konfliktu, a také proto, že je zde mnohem více vlivů, které se podílejí na udržování míru (roste bohatství států, vytvářejí se spojenectví s cílem čelit „hrozbě komunismu” apod.). Pozoruje, že v posledních 50 letech došlo k relativně málo konfliktům, a uvádí tyto tři důvody, proč tomu tak je.
- Čím demokratičtější jsou oba státy v páru (dyádě), tím menší je šance, že mezi nimi vznikne vojenský spor, a když vznikne, nepřeroste do většího konfliktu; tento jev je nezávislý na jiných atributech jako ekonomický růst, společné hranice, nebo spojenectví
- Čím hlouběji jsou demokratické normy zakořeněny v politických procesech států, tím menší je šance na eskalaci konfliktu (normativní / kulturní model)
- Čím větší jsou institucionální omezení moci států, tím menší je šance na eskalaci konfliktu (strukturální / institucionální model)Wilsonových 14 bodů

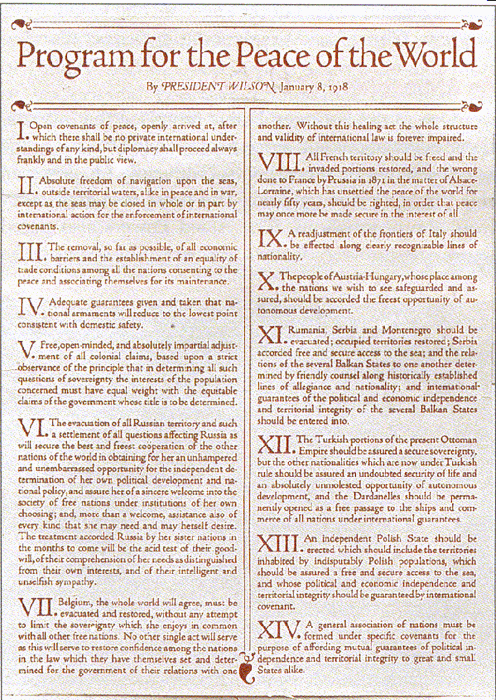
Wilsonových 14 bodů

Důležitými faktory ovlivňujícími vznik a eskalaci konfliktu jsou demokracie, úroveň institucionálních omezení moci a demokratické normy. Vedlejšími faktory jsou bohatství, ekonomický růst, spojenectví, společné hranice a tzv. Military Capability Ratio (poměrná síla armád států v dyádě).
Russett také říká, že demokratický mír nepozorujeme jen ve státech, ale i v předindustriálních společnostech. I ty mají, stejně jako státy, vlastní politické systémy, které se dají (ačkoliv je to problematické) popsat jako demokratické nebo nedemokratické. Důvody jsou zde tedy stejné jako v případě států, s tím rozdílem, že je zde obzvlášť důležitá účast lidí na místní „politice”, tj. jestli o budoucnosti svého kmene, vesnice, komunity atd. rozhoduje jeden člověk nebo celá společnost.
Podle Doyla je základem odporu demokracií proti vzájemným konfliktům existence liberální ekonomiky a soukromého vlastnictví, obohacená o volební právo, díky kterému je pro společnost poměrně snadné dovést do čela reprezentativní vedení, které stejně jako společnost na rozdíl od despotického monarchy netouží po konfliktu.

### Teorie demokratického míru ilustrována na konkrétních případech
Mezi nejmírumilovnější předindustriální společnosti patří indiánský kmen Cuna, jehož vůdce (nele) může být kdykoliv svržen, není za svou práci nijak odměněn a většinu rozhodnutí nečiní on, nýbrž celá společnost.
Pravým opakem jsou kmeny na Marshallových ostrovech. Vůdce kmene (iroij) je dědičný titul a moc panovníka je neomezená. Pod vůdcem je šlechta (bwirik) a pod nimi zbytek kmene. Struktura těchto kmenů je tedy silně autokratická a tyto kmeny mezi sebou neustále válčí.

## Budoucnost demokratického míru
Vnitřní uspořádání státu se silně odráží na situaci v mezinárodním systému. Demokratický mír by v budoucnosti měl podpořit mír mezi demokraciemi, ale jeho nesprávná interpretace by mohla mít neblahé následky a demokratické státy by mohly napadat státy autoritářské ve snaze o převrat, kterým by získaly hegemonickou nadvládu nad jejich ekonomikami a zajistily si výhodný diplomatický vztah. Z podobného jednání byli obviňováni například G. W. Bush či Tony Blair po invazi do Iráku, jak řešil ve svém článku „Iraq and the Democratic Peace” John M. Owen.
Správným řešením by naopak podle Russetta mělo být pevné zavedení demokratických norem a institucí do okolních demokratických režimů a pomalým procesem integrace „vyvézt” demokratické hodnoty do autoritářských zemí.

## Kritika
Kritika demokratického míru začíná kritikou Kantových faktorů, které umožňují mír mezi demokratickými státy. Problematika veřejného mínění jako síly proti bojechtivosti se týká tendence veřejnosti reagovat jenom na konkrétní politická rozhodnutí a neobtěžovat se každodenním chováním státu. Navíc, jak Layne demonstruje na příkladu první světové války, veřejné mínění může být extrémně bojovné nejen vůči nedemokratickým, ale i ostatním demokratickým státům. Mimoto míra vlivu faktoru obchodnického ducha v rámci demokratického míru není jasná kvůli spoustě příkladů, ve kterých obchodnický duch, vzájemná závislost a blízké ekonomické vztahy mezi státy nehrály žádnou roli v prevenci války, například první světové. Proto také není možné říct, jestli státy obchodují mezi sebou, protože jsou v míru nebo jsou v míru, protože obchodují mezi sebou. Dokonce sám Kant nevěřil, že jsou demokracie celkem vzato mírumilovnější.
Na druhou stranu samotné koncepty míru, války a demokratického státu nelze úplně přesně definovat. Je možné říci, že existuje více typů míru a jeho rozlišné příčiny. Mír, často definovaný jako absence války, může být následkem vzájemného odstrašování, existence regionálního hegemona nebo spokojenosti se statusem quo. Problém pak vychází z toho, že tyto případy míru nejsou kvůli tomu, že jsou tyto státy demokratické. Navíc je nelze jednoznačně rozlišit od ostatních variant míru. Z tohoto důvodu by neměly všechny případy míru být považované za způsobené existencí demokratických režimů. Dále dyadická teorie demokratického míru považuje všechny demokratické státy, které neválčí, jako validaci teorie, například: Švýcarsko a Česká republika. Nicméně problém je v tom, že ne každý stát má zájmy a možnost prosazovat své zájmy vojensky a z toho vychází, že nemůžeme všechny státy považovat za demokratické dyády.
Jak shrnuje Chan, podle Ida Orena existuje také problém operacionalizace demokracie a různé systémy hodnocení míry demokracie, které často mají tendenci být subjektivní, etnocentrické nebo nekompletní. Také formální typ politického systému státu nemusí být reprezentací skutečného stavu.
Dále podle některých teoretiků důkazy „pro“ hypotézu, že demokracie jsou mírumilovné, platí jen v periodě studené války, kdy válka byla definovaná jako mezinárodní konflikt a považování absence války, jako jediné podmínky, je příliš omezující. Jinak řečeno, práh pro započítání ozbrojeného konfliktu jako války je výrazně menší než práh pro započítání státu jako účastníka války. Z toho důvodu například Brazílie patří mezi účastníky druhé světové války stejně jako Rusko, bez ohledu na roli, kterou hrála. Proto podle některých teoretiků frekvence válek mezi státy představuje jenom jeden způsob měření násilí. Přesnější způsob měření by bylo měření intenzity konfliktu. K tomu také lze přidat i občanské a extra-systemické konflikty mezi aktéry, kterými mohou být jak moderní státy, tak i nestátní entity. Layne tvrdí, že jeden z příkladů proti demokratickému míru je Americká občanská válka a říká, že když demokratické normy a kultura neuspějí k zabránění občanské války uvnitř státu, proč máme věřit tomu, že mohou zabránit válce v anarchickém politickém prostředí vládnoucím mezi státy?
Navíc někteří teoretikové věří, že snaha demokracií neválčit může paradoxně znamenat, že je ostatní státy považují za méně silné, a proto jsou i větší šance ke vzniku války mezi demokratickými a nedemokratickými státy. Také existuje otázka, zda by demokratické státy měly ve válkách omezovat použití síly na základě toho, že by institucionální a strukturální vlastnosti demokratických států, které brání konfliktům mezi nimi, měly ovlivnit i jejich chování ve válce. Podle Laynea válka jako taková představuje raritu v mezinárodních vztazích a absence války a korelace mezi demokracií a mírem je prostě náhoda a samotná nemůže validovat teorii demokratického míru. Jinak řečeno, míra vlivu demokratického uspořádání na vznik krizí a její další eskalace není stejná. Dále je obtížné rozlišit zahraniční politiku ovlivněnou normativními demokratickými hodnoty mezi zájmem států. Například tendence státu k formování aliancí a řešení sporů je kompatibilní jak z realistického hlediska, tak i z hlediska teorie demokratického míru. Další problém s institucionálním vysvětlením příčin demokratického míru spočívá v tom, že kdyby strukturální omezení a veřejné mínění bránila válce mezi demokratickými státy, proč neplatí totéž mezi demokratickými a nedemokratickými státy. Mírumilovnost neznamená jen absenci války, ale také ultimáta, diplomatické hrozby a podobné druhy tzv. tvrdé moci.
Dokonce kauzální vztah mezí mírem a demokracií není jasně viditelný, tj. mír může podporovat rozvoj demokracie, ale také platí i opačný vztah mezi nimi. Paradoxně státy, které jsou nebo věří, že mají větší šance být účastníkem války v budoucnosti, častěji přijímají autokratické vládní struktury, které umožňují lepší strategický status ve srovnání s potenciálními nepřáteli.
Podle Rosata je neválčení demokratických států zapříčiněno společnými společenskými normami. Podle něj také válčení demokratických států s těmi nedemokratickými a zároveň zachování míru mezi demokratickými je způsobeno tím, že nelze nedemokratické státy sankciovat ani jinak kontrolovat a vůdci těchto zemí se nemusejí ohlížet na veřejné mínění, nebo na parlament v případě, že by chtěli vyhlásit válku. Demokracie také vždy nepřistupují navzájem s respektem a důvěrou, např. USA v době studené války zasahovaly do vývoje demokracií v rozvíjejících se částech světa, a to ze strachu z komunismu. Podle Rosata je ovšem i problém ve sdílení informací v demokratickém zřízením. Tj. schvalovací proces války, který se musí schvalovat na více úrovních, a z toho vyplývá nemožnost překvapivého útoku, který je součástí války. Dnes je „zárukou“ míru NATO, jelikož naprostá většina demokracií je na území Severní Ameriky a Evropy. Tyto státy jsou součástí NATO, kde platí zásada, že napadení jednoho se rovná napadení všech. Proto není pravděpodobné, že by některý nedemokratický stát napadl nějakého člena.